# Metrosideros elegans
Espèce
Classification phylogénétique
Synonymes
- Ballardia elegans Montrouz. in Mém. Acad. Imp. Sci. Lyon, Sect. Sci., sér. 2, 10: 205 (1860)
- Carpolepis elegans (Montrouz.) J.W.Dawson in Bull. Mus. Natl. Hist. Nat., B, Adansonia 1984: 466 (1984 publ. 1985)

Metrosideros elegans est une espèce de plantes à fleurs de la famille des Myrtacées. C'est un petit arbre ou un arbuste endémique en Nouvelle-Calédonie.
Ces petits arbres poussent aussi bien dans le maquis minier que dans la forêt dense humide.